# Mill en Sint Hubert
Mill en Sint Hubert est une commune des Pays-Bas dans le nord-est de la province du Brabant-Septentrional dans le nord de la région naturelle du Peel, région de tourbières et de forêts.
Au 1er janvier 2007, la commune compte 11 057 habitants.

## Histoire
Les villages Mill et Sint Hubert ont depuis toujours été très liés. Avec Wanroij, ils étaient situés dans l'ancien Pays de Cuijk et dans la paroisse de Boxmeer. En 1326, les trois villages forment ensemble la paroisse indépendante de Mill ; au XIVe siècle ils se mettent sous un seul collège d'échevins (schepenbank) avec Mill pour chef-lieu. Plus tard les trois villages ont pour les affaires plus locales chacun leur propre conseil, toujours sous le seul collège d'echevins. Wanroy devient paroisse indépendante en 1551, St.Hubert à la fin du XVIIIe siècle, 1796.
Quand, au temps de Napoléon vers 1810, les communes sont installées aux Pays-Bas, Wanroij choisit sa propre voie, mais Sint Hubert reste fidèle à Mill et les deux villages forment la commune de Mill en Sint Hubert, nom qu'elle a gardé depuis. Le chef-lieu en est toujours Mill. Vers la fin du XIXe siècle, la petite colonie de tourbiers Wilbertoord, lieu-dit de Sint Hubert, se développe et devient un vrai village. En 1942 la commune de Mill en Sint Hubert annexe à l'occasion d'un regroupement de communes le jeune village de Langenboom, qui s'était développé à la fin du XIXe à cheval sur le territoire des deux anciennes communes de Escharen et Zeeland. Ainsi la commune actuelle compte quatre villages, qui ont tous leur église, leur école, leur maison communale et leurs associations sportives. La commune a une superficie d'environ 5104 hectares, dont la plupart des terrains cultivables. Ceci donne à la commune un caractère campagnard et une valeur récréative certaine.

## Localités

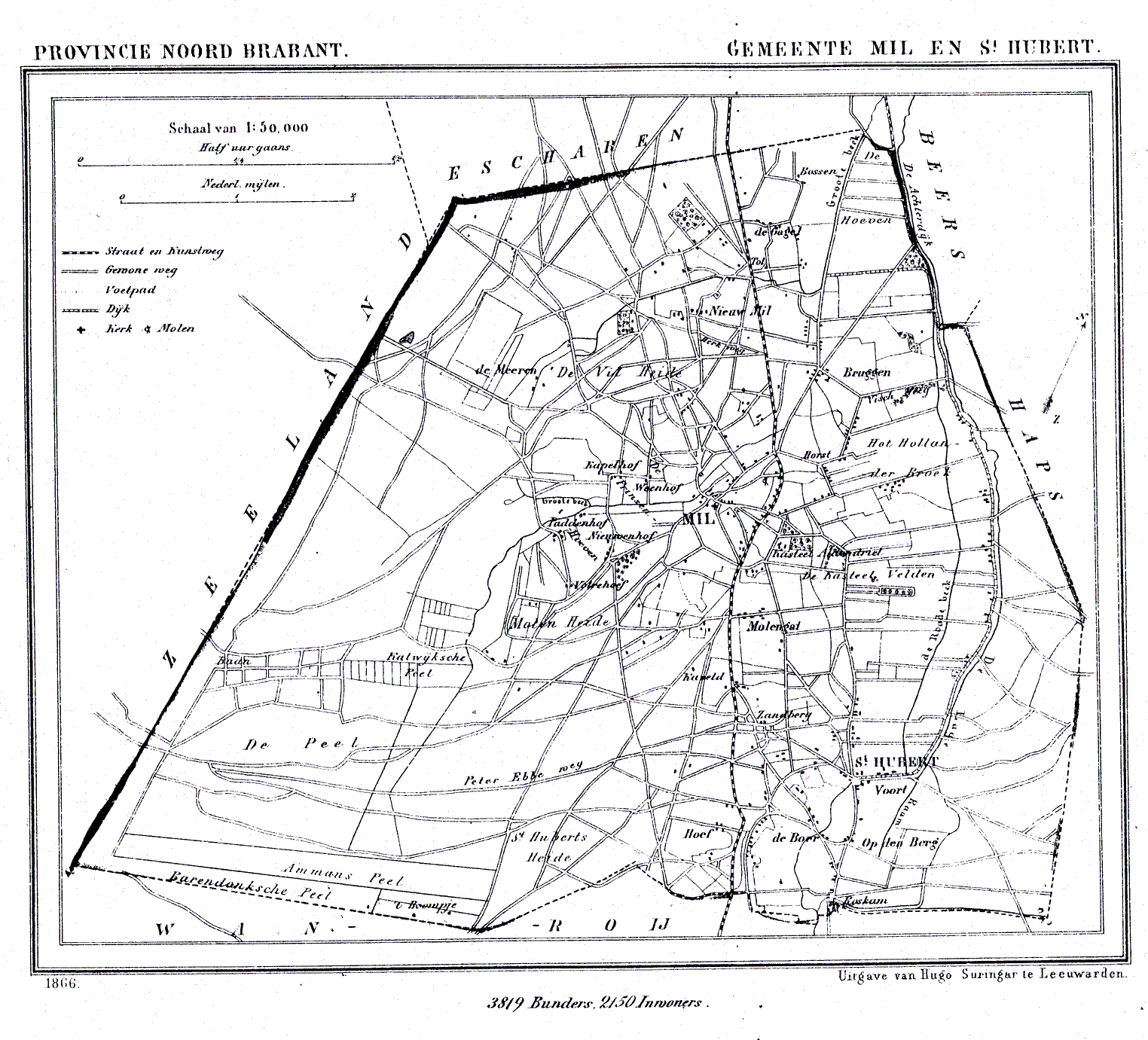
Plan de la commune de Mill en Sint Hubert en 1866

Localités avec nombre d'habitants par localité, au 1-1-2007
| Nom                                  | Habitants |
| ------------------------------------ | --------- |
| Langenboom                           | 2 286     |
| Mill                                 | 6 039     |
| Sint Hubert                          | 1 607     |
| Wilbertoord                          | 1 125     |
| Total commune de Mill en Sint Hubert | 11 057    |